# Вайтер, Эдуард
Эдуард Вайтер (нем. Eduard Weiter; 18 июля 1889, Эшвеге, земля Гессен — 2 мая 1945, замок Иттер) — оберштурмбаннфюрер СС и комендант концлагеря Дахау с 1 ноября 1943 по 26 апреля 1945 года.

## Биография

### До прихода нацистов
Эдуард Вайтер родился 18 июля 1889 года в городке Эшвеге, (земля Гессен, Германская империя) в семье кучера. Получил среднее образование и с ранних лет работал продавцом в местной книжной лавке. В 1909 году в возрасте 20 лет завербовался рядовым в Германскую императорскую армию, где прослужил в течение 10 лет. Во время Первой мировой войны был сначала полковым, а затем и дивизионным казначеем в ряде подразделений.
Служил на Западном, Восточном и Балканском фронтах. После поражения Германии в войне и подписания Версальского мира был уволен из вооруженных сил, но вскоре принят на работу в баварскую полицию, где прослужил последующие 15 лет. Политикой в те годы не интересовался.

### Служба в СС
В 1935 году части немецкой полиции были включены в состав вермахта, а в следующем году переподчинены СС. В том же году Вайтер был принят в СС, несмотря на то, что ещё не был членом НСДАП. В следующем году он всё же вступил в партию, но лишь чтобы избежать возможных затруднений в карьере и обвинений в нелояльности власти, которые могли появиться в будущем. В течение последующих семи лет он работал на разных мелких бюрократических должностях, особо не продвигаясь по карьерной лестнице. Это было связано в первую очередь с его чрезмерной аполитичностью.
Тем не менее в конце 1930-х — начале 1940-х годов Вайтер завёл знакомство с начальником Главного административно-хозяйственного управления СС обергруппенфюрером Освальдом Полем, который увидел в нём ответственного и исполнительного работника и де-факто сделал его своим протеже.

### Комендант Дахау
1 ноября 1943 года по рекомендации всё того же Освальда Поля Эдуард Вайтер был назначен комендантом концлагеря Дахау вместо переведённого на ту же должность в концлагерь Майданек оберштурмбаннфюрера Мартина Вайса. При комендантстве Вайтера, которого редко видели в лагере, и без того плохие условия содержания заключённых и отношение к ним охраны значительно ухудшились. В частности, Вайтер не предпринимал почти никаких действий в связи с наплывом заключённых в результате повсеместного отступления сил вермахта и ликвидации ряда лагерей, находившихся на Востоке. Новые бараки для проживания практически не строились, а старые были переполнены, что серьёзно увеличило распространение инфекций, антисанитарию и смертность среди заключённых.
Существует предположение, что Эдуард Вайтер лично казнил — выстрелом в затылок — антифашиста Георга Эльзера, и это было сделано по приказу Генриха Мюллера, отданному с ведома Адольфа Гитлера и Генриха Гиммлера. Также в найденном после войны письме Мюллера Вайтеру содержались прямые указания по возможности выдать смерть Эльзера (которого в письме называли Эллером) за результат бомбардировки лагеря авиацией союзников. Некоторые свидетели утверждали, что незадолго до смерти Эльзера опасавшийся будущего судебного процесса Вайтер, лично беседовал с ним, пытаясь заручиться его поддержкой.

### Последние дни и смерть
26 апреля 1945 года, вследствие стремительного приближения англо-американских войск к лагерю Эдуард Вайтер бежал со своего места работы, направившись в замок Иттер, где находился ряд высокопоставленных пленников нацистов, таких, как Эдуар Даладье и Поль Рейно. Со слов последнего, бывший комендант Дахау последние дни жизни провёл в попойках и пораженческих настроениях, постоянно рассуждая о казнях заключённых в Дахау и предстоящем для него возмездии от союзников. Наконец, под утро 2 мая 1945 года он был найден мёртвым, с огнестрельной раной головы в одной из комнат замка. По официальной версии, которой в частности придерживался и Рейно, Эдуард Вайтер застрелился, чтобы избежать суда за совершение военных преступлений. По другой версии, он был убит эсэсовцами из охраны замка за свои пораженческие настроения.
Эдуард Вайтер был похоронен в безымянной могиле у стен замка Иттер. Спустя два дня после его смерти замок был захвачен американскими войсками.